# Georges Balandier
Georges Balandier (ur. 21 grudnia 1920 w Aillevillers-et-Lyaumont, Francja, zm. 5 października 2016 w Paryżu, Francja) – francuski socjolog, etnolog i antropolog kulturowy znany przede wszystkim ze swoich badań nad Afryką sub-saharyjską.
Profesor na Sorbonie, członek Centrum Studiów Afrykańskich (Centre d'études africaines Ceaf). Współtworzył nurt antropologii politycznej, gdzie analizuje się m.in. typy politycznych systemów plemiennych, społeczne mechanizmy rozwiązywania konfliktów politycznych itp.

## Publikacje (wybór)
- 2009, Le dépaysement contemporain : L’Immédiat et l'essentiel, Paris, PUF
- 2008, Fenêtres sur un nouvel âge 2006-2007, Paris, Fayard (Collection Documents)
- 2006 (3e éd. revue et augmentée) Le pouvoir sur scène, Paris, Fayard
- 2005 Civilisation et Puissance, Paris, L'Aube
- 2005 Le Grand dérangement, Paris, PUF
- 2005 (2è éd.) Civilisations et puissance. Changement d’époque, L’Aube / Poche essai, 2004
- 2004 (4ème éd PUF « Quadrige ») Sens et puissance. Les dynamiques sociales, PUF, 1971
- 2003 Civilisés, dit-on, Paris, PUF
- 2001 Le Grand système, Paris, Fayard
- 2000 avec Leonardo Cremonini, En connivence, Milan, Electa
- 1992 (2ème éd.) La vie quotidienne au royaume du Kongo du XVIe au XVIIIe siècle, Paris, Hachette (La vie quotidienne)
- 1988 Le désordre : Éloge du mouvement, Paris, Fayard
- 1972 Georges Gurvitch, sa vie, son œuvre, Pairs, PUF
- 1967 Anthropologie politique
- 1961 Les pays en voie de développement : analyse sociologique et politique, Paris, Les Cours de Droit
- 1959 Les pays «sous-développés» : aspects et perspectives, Paris, Les Cours de Droit
- 1955 L’anthropologie appliquée aux problèmes des pays sous-développés, Paris, Les Cours de Droit
- 1954 Conséquences sociales de l’industrialisation et problèmes urbains en Afrique : étude bibliographique, Paris, Bureau international de recherche sur les implications sociales du progrès technique,
- 1952 Particularisme et évolution : Les pêcheurs lébou du Sénégal, avec Paul Mercier, Saint-Louis, Institut français d’Afrique Noire
- 1952 Les villages gabonais : aspects démographiques, économiques, sociologiques Projets de modernisation, avec J.C. Pauvert, Brazzaville, Institut d’études centrafricaines
- 1951 Aspects psychologiques et problèmes actuels de l’Afrique Noire, Paris, Centre d’études asiatiques et africaines
- 1947 Tous comptes faits, Éd. du Pavois (Le Chemin de la vie)

### W języku polskim
- Życie codzienne w państwie Kongo XVI-XVIII w., PIW, Warszawa 1970.
- Ład tradycyjny i kontestacja, [w:] Tradycja i nowoczesność, red. Joanna Kurczewska, Jerzy Szacki, tłum. Tadeusz Gosk i in., Warszawa 1984.
- Joseph Conrad i "ciemności " Afryki Środkowej, w: Polska Sztuka Ludowa – Konteksty 2007 t.61 z.3-4.